# Zonaria pyrum
Zonaria pyrum is een slakkensoort uit de familie van de Cypraeidae. De wetenschappelijke naam van de soort is voor het eerst geldig gepubliceerd in 1791 door Gmelin. De soort komt onder meer in de Middellandse Zee voor 